# Disconnect from Desire
Disconnect from Desire — второй студийный альбом американской инди-рок группы School of Seven Bells, изданный 27 июля 2010 года лейблами Ghostly International и Vagrant Records. Альбом дебютировал на 200-м месте в чарте Billboard 200, но получил положительные отзывы критиков и обозревателей музыки. Делюксовое лимитированное издание альбома было выпущено в виде бокс-сета, содержащего 10 эксклюзивных карт таро и бонусный диск с альтернативными версиями дебютного альбома группы Alpinisms.

## Отзывы
| Совокупная оценка    | Совокупная оценка |
| Источник             | Оценка            |
| -------------------- | ----------------- |
| Metacritic           | 69/100            |
| Оценки критиков      |                   |
| Источник             | Оценка            |
| AllMusic             | [ 2 ]             |
| The A.V. Club        | C                 |
| Clash                | 6/10              |
| Consequence of Sound | [ 5 ]             |
| The Guardian         | [ 6 ]             |
| Pitchfork Media      | 8.0/10            |
| PopMatters           | [ 8 ]             |
| Rolling Stone        | [ 9 ]             |
| Slant Magazine       | [ 10 ]            |
| Spin                 | 7/10              |

Альбом получил положительные отзывы музыкальной критики и интернет-изданий. Disconnect from Desire получил оценку 69 из 100 на агрегаторе рецензий Metacritic, основанную на отзывах критиков, что свидетельствует о «в целом благоприятном» приёме.
Энди Келлман из AllMusic сказал в рецензии, что группа в своём новом звучании могла бы открывать концерты Питера Гэбриела и Eurythmics или выступать хэдлайнером. И добавил про лирику: «…слова не просто функциональны. Они либо поэтически расплывчаты, либо смутно поэтичны — что-то вроде „Позвольте мне заставить циферблат вращаться и позолотить воздух серебряными жемчужинами дождя“ и „Когда ожидание — это колыбель, в которой тебя убаюкивают время от времени, крепко закручивая в бесчувственную ложь“. Более плотные, драйвовые песни напоминают отполированный, теплый Curve, вздымающий шквалы шума над надежными сыгранными и запрограммированными ритмами, которые чаще парят, чем бьют. Независимо от количества наслоений, ни один элемент не затушевывается. Эта яркая непосредственность очень им подходит».

## Список композиций
| №                   | Название            | Длительность |
| ------------------- | ------------------- | ------------ |
| 1.                  | «Windstorm»         | 3:44         |
| 2.                  | «Heart Is Strange»  | 5:01         |
| 3.                  | «Dust Devil»        | 6:02         |
| 4.                  | «I L U»             | 4:40         |
| 5.                  | «Babelonia»         | 5:01         |
| 6.                  | «Joviann»           | 5:06         |
| 7.                  | «Camarilla»         | 4:52         |
| 8.                  | «Dial»              | 4:54         |
| 9.                  | «Bye Bye Bye»       | 4:15         |
| 10.                 | «The Wait»          | 6:36         |
| Общая длительность: | Общая длительность: | 50:11        |

| №                   | Название                                      | Длительность |
| ------------------- | --------------------------------------------- | ------------ |
| 11.                 | «Crescent Gold»                               | 4:22         |
| 12.                 | «Windstorm» (A Place to Bury Strangers Remix) | 4:50         |
| Общая длительность: | Общая длительность:                           | 59:23        |

| №                   | Название                                   | Длительность |
| ------------------- | ------------------------------------------ | ------------ |
| 1.                  | «Wired for Light» (Live Drum Version)      | 3:51         |
| 2.                  | «Half Asleep» (Alternate Version)          | 4:32         |
| 3.                  | «White Elephant Coat» (Early Demo Version) | 3:53         |
| 4.                  | «Caldo» (Live on Stereogum's Decomposed)   | 3:00         |
| 5.                  | «Sempiternal/Amaranth» (Alternate Version) | 11:14        |
| 6.                  | «Iamundernodisguise» (Vocal Mix 1)         | 3:38         |
| 7.                  | «My Cabal» (Early Mix 07)                  | 3:49         |
| 8.                  | «Conjuur» (Alternate Version)              | 4:37         |
| 9.                  | «For Kalaja Mari» (Drum Outtake Mix)       | 4:21         |
| Общая длительность: | Общая длительность:                        | 42:55        |

## Чарты
| Чарт (2010)                                  | Высшая позиция |
| -------------------------------------------- | -------------- |
| Австралия (UK Albums, OCC)                   | 119            |
| Великобритания (UK Independent Albums Chart) | 16             |
| США (Billboard 200)                          | 200            |
| США (Billboard Dance/Electronic Albums)      | 9              |
| США (Billboard Independent Albums)           | 29             |